# Jean-René Lisnard
Jean-René Lisnard, né le 25 septembre 1979 à Cannes, est un joueur puis entraîneur de tennis franco-monégasque, professionnel entre 1997 et 2012.
Son meilleur résultat en Grand Chelem est un troisième tour à l'Open d'Australie 2005. Sous les couleurs monégasques, il a atteint le deuxième tour à l'US Open en 2011.

## Biographie
Fils d'un masseur-kinésithérapeute et d'une professeure de cuisine, Jean-René Lisnard commence le tennis à l'âge de six ans. Formé au Creps de Boulouris, il est entraîné par Pier Gauthier entre 2002 et 2005, puis par Emmanuel Heussner et Guillaume Couillard au sein du Monte-Carlo Country Club.
Licencié au Racing Club de France à partir de 2000, il participe à la finale des Championnats de France par équipes en 2002 avec Cédric Pioline et Arnaud Di Pasquale mais échoue face à l'AS Patton Rennes 35. Il rejoint ce club pour la saison 2003 et jusqu'en 2005 où il retrouve notamment Michaël Llodra et Sébastien Grosjean. Il remporte les championnats interclubs 2004 face au Paris Jean-Bouin et est finaliste de l'édition 2005. Il rejoint en 2006 les rangs du Lagardère Paris Racing. Il représente par la suite le T.C. Bressuire puis le Nice LTC.

## Carrière

### Junior
Jean-René Lisnard remporte en 1993 l'Orange Bowl des moins de 14 ans face à Daniel Elsner. La même année, il est finaliste des championnats de France minimes et cadets. Champion de France junior en 1997, il remporte également la Coupe Galea (Coupe d'Europe des moins de 18 ans) face à la République Tchèque à Royan. Dans les tournois du Grand Chelem, il atteint le troisième tour de l'Open d'Australie, les quarts de finale à Roland-Garros et les demi-finales à Wimbledon. Il est également finaliste en double à l'US Open avec Michaël Llodra, battus par Fernando González et Nicolás Massú. Il remporte trois titres sur le circuit ITF à Davos en simple en 1996, Santa Croce et Québec en double en 1997. Son meilleur classement est une 16e place en simple et une 10e en double.

### Carrière française
Espoir du tennis français, Jean-René Lisnard passe professionnel fin 1997 et reçoit dès 1999 une invitation pour le tableau principal à Roland-Garros. Il échoue en simple face à Sargis Sargsian en quatre sets (6-7, 6-4, 6-2, 6-2) mais atteint le second tour en double avec Michaël Llodra. Sur le circuit Challenger, il est finaliste à Prague et demi-finaliste à Newcastle et à São Paulo, marquant ainsi son entrée dans le top 200 au mois de juillet. Il commence l'année 2000 par un huitième de finale au tournoi ATP d'Adélaïde puis remporte son premier tournoi Challenger à Montauban contre l'Espagnol Oscar Serrano. En 2001, issu des qualifications à l'Open d'Australie, il est battu au premier tour par Dominik Hrbatý en cinq sets. En mai, il s'incline contre Cédric Pioline au deuxième tour du tournoi de Marseille. À Roland-Garros, il franchit pour la première fois le premier tour en éliminant le Biélorusse Vladimir Voltchkov au terme d'un match très accroché (6-77, 7-5, 6-7, 7-5, 6-2) avant de s'incliner contre Tommy Robredo (6-3, 6-3, 6-0).
En 2002, il atteint trois nouvelles finales dans des tournois Challenger, battu à Cherbourg par Lionel Roux, puis à Naples par David Ferrer et enfin à Édimbourg par Alexandre Simoni. À Casablanca, il se qualifie pour la première fois pour les quarts de finale d'un tournoi ATP où il est battu par son compatriote Julien Boutter. Issu des qualifications à Kitzbühel, il atteint les huitièmes de finale grâce à des victoires sur Lars Burgsmuller et Marcelo Ríos avant de céder face à Àlex Corretja. Il remporte son premier match à l'US Open en profitant de l'abandon de Rainer Schüttler, blessé à la cuisse. Il signe sa meilleure saison en 2003 qu'il débute par une demi-finale à Chennai, ce qui lui permet d'atteindre son meilleur classement à la 84e place. Il enchaîne sur un second tour à l'Open d'Australie et au Masters de Miami. À l'US Open, il sauve une balle de match contre Magnus Norman au premier tour puis s'impose en cinq sets (6-2, 6-2, 6-7, 0-6, 7-6),. À peine remis de son match marathon, il s'incline nettement face à Roger Federer (6-1, 6-2, 6-0). Il termine sa saison avec un bilan de seize victoires pour vingt défaites dans des tournois du circuit ATP.
Quart de finaliste à Chennai en 2004, il parvient ensuite à sortir des qualifications du Masters de Monte-Carlo après avoir remporté un match difficile contre Wayne Arthurs (6-74, 7-65, 7-69), puis bat Tomáš Berdych au premier tour avant de s'incliner contre Rainer Schüttler. En août, il remporte le Challenger de Saint-Pétersbourg contre Stanislas Wawrinka et atteint deux autres finales à Oberstaufen et Séoul. Lors de l'Open d'Australie 2005, issu des qualifications, il atteint le 3e tour après deux remontées de deux sets à zéro contre Oliver Marach (5-7, 5-7, 6-1, 6-4, 7-5) et Sébastien Grosjean, 14e mondial (1-6, 4-6, 6-3, 6-4, 6-3), diminué par une blessure,. Dernier Français en lice dans le tournoi, il s'incline finalement contre Philipp Kohlschreiber (7-5, 6-3, 6-2). Au tournoi de Vienne, il atteint les quarts de finale en éliminant les deux locaux Stefan Koubek et Jürgen Melzer, puis termine sa saison sur un deuxième tour à Paris-Bercy.

### Carrière monégasque
Bien que résident monégasque depuis peu, Jean-René Lisnard reçoit l'autorisation de représenter officiellement la principauté grâce à une aide de la fédération qui lui garantit une place dans l'équipe de Monaco de Coupe Davis, chose dont il rêvait depuis longtemps. Il déplore également le manque de soutien apporté par la Fédération française de tennis. Il joue son premier match sous ses nouvelles couleurs lors de l'Open d'Australie 2006 contre Juan Mónaco. Il connaît une saison difficile avec seulement 14 victoires pour 35 défaites dont 10 consécutives entre mai et août, entraînant une perte de près de 200 places. Ses meilleurs résultats sont deux quarts de finale en Challenger et une victoire sur Andy Murray à Monte-Carlo.
En 2007, évoluant autour de la 350e place et contraint de retourner sur le circuit Futures, il gagne deux tournois en Bulgarie et atteint une finale à Blois. Il remporte également ses deux premiers Challenger en double à Bergame et Rijeka au côté de Jérôme Haehnel et dispute en simple les demi-finales du tournoi de Montauban. Une blessure contractée durant une rencontre de Coupe Davis contre la Lettonie l'empêche de jouer pendant trois mois. Il commence l'année 2008 par une demi-finale à Nouméa et deux titres ITF en Croatie. Grâce à deux victoires difficiles contre Joseph Sirianni (6-3, 1-6, 10-8) et Evgeny Korolev (5-7, 6-4, 8-6), il fait parvient à se qualifier pour les Internationaux de France où il s'incline au premier tour contre Marat Safin en quatre manches.
Demi-finaliste à Monza et finaliste à Reggio d'Émilie en 2009, il se distingue lors du tournoi de Monte-Carlo où il élimine Christophe Rochus avant de s'incliner face à Albert Montañés, ainsi qu'à Roland-Garros, où il franchit une nouvelle fois les qualifications avant de s'incliner contre Dudi Sela. Cependant, une méningite contractée durant un déplacement en Finlande dans le cadre de la Coupe Davis l'écarte des cours pendant deux mois. En 2010, il subit une opération à la hanche, ce qui l'oblige à s'absenter pendant un an. Non classé à l'ATP, il fait son retour en octobre lors du Futures de Rodez. Bénéficiant d'un classement protégé pour la saison 2011, il réalise la meilleure performance monégasque dans un tournoi du Grand Chelem à l'US Open en atteignant le deuxième tour à la suite de sa victoire sur Olivier Rochus. Toujours ennuyé par des problèmes à la hanche, il met un terme à sa carrière après sa défaite au premier tour du Masters de Monte-Carlo 2012 face à Viktor Troicki.
Jean-René Lisnard commence sa carrière en Coupe Davis sous les couleurs monégasques en 2007 avec Benjamin Balleret et Guillaume Couillard contre l'Algérie. Il compte 12 victoires pour huit défaites en simple et quatre victoires pour trois défaites en double. Pendant six ans, il a participé à 13 rencontres et a permis à l'équipe d'atteindre à deux reprises les demi-finales du groupe II de la zone euro-africaine. Il est également médaillé d'or en simple et en double aux Jeux des petits États d'Europe en 2007 et 2009.

## Après-carrière
Reconverti comme entraîneur, il a travaillé début 2013 avec Caroline Wozniacki, puis il devient pendant quelques mois l'entraîneur de Gilles Müller. Il dirige depuis l'Elite Tennis Center, un centre de formation dédié aux joueurs de haut niveau située à Cannes qu'il a fondé en 2011 avec Gilles Cervara. L'académie a révélé des joueurs tels que Daniil Medvedev, Anna Blinkova et Mirra Andreeva, Varvara Gracheva et Alexandre Muller.

## Parcours dans les tournois duGrand Chelem

### En simple
| Année | Open d'Australie | Open d'Australie | Internationaux de France | Internationaux de France | Wimbledon       | Wimbledon       | US Open        | US Open         |
| ----- | ---------------- | ---------------- | ------------------------ | ------------------------ | --------------- | --------------- | -------------- | --------------- |
| 1998  | —                | —                | Q1                       | Noam Behr                | —               | —               | —              | —               |
| 1999  | —                | —                | 1er tour (1/64)          | Sargis Sargsian          | —               | —               | —              | —               |
| 2000  | Q2               | Noam Okun        | 1er tour (1/64)          | Y. El Aynaoui            | —               | —               | —              | —               |
| 2001  | 1er tour (1/64)  | Dominik Hrbatý   | 2e tour (1/32)           | Tommy Robredo            | —               | —               | —              | —               |
| 2002  | —                | —                | 1er tour (1/64)          | J. C. Ferrero            | —               | —               | 2e tour (1/32) | Guillermo Coria |
| 2003  | 2e tour (1/32)   | J. C. Ferrero    | 2e tour (1/32)           | Rainer Schüttler         | 1er tour (1/64) | J. C. Ferrero   | 2e tour (1/32) | Roger Federer   |
| 2004  | 1er tour (1/64)  | Tim Henman       | 1er tour (1/64)          | Victor Hănescu           | —               | —               | —              | —               |
| 2005  | 3e tour (1/16)   | P. Kohlschreiber | 1er tour (1/64)          | Dick Norman              | 2e tour (1/32)  | Mikhail Youzhny | —              | —               |
| 2006  | 1er tour (1/64)  | Juan Mónaco      | —                        | —                        | —               | —               | —              | —               |
| 2007  | Q1               | Tomáš Zíb        | —                        | —                        | —               | —               | —              | —               |
| 2008  | —                | —                | 1er tour (1/64)          | Marat Safin              | —               | —               | —              | —               |
| 2009  | —                | —                | 1er tour (1/64)          | Dudi Sela                | —               | —               | —              | —               |
| 2010  | —                | —                | —                        | —                        | —               | —               | —              | —               |
| 2011  | —                | —                | —                        | —                        | —               | —               | 2e tour (1/32) | Florian Mayer   |

N.B. : à droite du résultat se trouve le nom de l'ultime adversaire.

### En double
| Année | Open d'Australie | Open d'Australie | Internationaux de France   | Internationaux de France   | Wimbledon | Wimbledon | US Open | US Open |
| ----- | ---------------- | ---------------- | -------------------------- | -------------------------- | --------- | --------- | ------- | ------- |
| 1999  | —                | —                | 2e tour (1/16) M. Llodra   | M. Bhupathi Leander Paes   | —         | —         | —       | —       |
| 2000  | —                | —                | 2e tour (1/16) O. Patience | Julien Boutter F. Santoro  | —         | —         | —       | —       |
| 2001  | —                | —                | 1er tour (1/32) G. Carraz  | Mark Knowles Brian MacPhie | —         | —         | —       | —       |
| 2005  | —                | —                | 1er tour (1/32) T. Ascione | Wayne Arthurs Paul Hanley  | —         | —         | —       | —       |

N.B. : le nom du ou de la partenaire se trouve sous le résultat ; le nom des ultimes adversaires se trouve à droite.

## Parcours dans lesMasters 1000
| Année | Indian Wells           | Miami               | Monte-Carlo             | Rome | Hambourg               | Canada | Cincinnati | Madrid | Paris             |
| ----- | ---------------------- | ------------------- | ----------------------- | ---- | ---------------------- | ------ | ---------- | ------ | ----------------- |
| 2003  | —                      | 2e tour S. Schalken | —                       | —    | 1er tour D. Nalbandian | —      | —          | —      | —                 |
| 2004  | —                      | —                   | 2e tour R. Schüttler    | —    | —                      | —      | —          | —      | —                 |
| 2005  | 1er tour Gilles Müller | 2e tour J. I. Chela | 2e tour Alberto Martín  | —    | —                      | —      | —          | —      | 2e tour D. Hrbatý |
| 2006  | —                      | —                   | 2e tour Rafael Nadal    | —    | —                      | —      | —          | —      | —                 |
| 2008  | —                      | —                   | 1er tour N. Almagro     | —    | —                      | —      | —          | —      | —                 |
| 2009  | —                      | —                   | 2e tour A. Montañés     | —    | —                      | —      | —          | —      | —                 |
| 2011  | —                      | —                   | 1er tour Viktor Troicki | —    | —                      | —      | —          | —      | —                 |
| 2012  | —                      | —                   | 1er tour Viktor Troicki | —    | —                      | —      | —          | —      | —                 |

N.B. : sous le résultat se trouve le nom de l’ultime adversaire.

## Classements ATP en fin de saison
| Année          | 1996 | 1997 | 1998 | 1999 | 2000 | 2001 | 2002 | 2003 | 2004 | 2005 | 2006 | 2007 | 2008 | 2009 | 2010 | 2011 | 2012 |
| Rang en simple | 1020 | 491  | 470  | 138  | 192  | 269  | 104  | 96   | 130  | 109  | 281  | 354  | 229  | 201  | 1172 | 357  | 1433 |
| Rang en double | –    | 552  | 353  | 348  | 238  | 1090 | 1002 | 1201 | 480  | 1230 | 289  | 236  | 861  | –    | –    | 779  | –    |

Source : (en) Classements de Jean-René Lisnard sur le site officiel de la Fédération internationale de tennis

## Victoires sur le Top 50
| Légende      |
| Grand Chelem |
| Masters 1000 |
| 500 Series   |
| 250 Series   |

| # | Rang Lisnard | Lieu          | Année | Surface      | Tour | Adversaire         | Rang | Score                    | Tableau |
| - | ------------ | ------------- | ----- | ------------ | ---- | ------------------ | ---- | ------------------------ | ------- |
| 1 | 205          | Roland-Garros | 2001  | Terre battue | 1/64 | Vladimir Voltchkov | 30   | 6-77, 7-5, 6-7, 7-5, 6-2 | Tableau |
| 2 | 127          | Kitzbühel     | 2002  | Terre battue | 1/8  | Marcelo Ríos       | 27   | 6-3, 6-2                 | Tableau |
| 3 | 126          | US Open       | 2002  | Dur          | 1/64 | Rainer Schüttler   | 23   | 3-6, 6-72, 6-4, 4-0, ab. | Tableau |
| 4 | 105          | Chennai       | 2003  | Dur          | 1/4  | Rainer Schüttler   | 33   | 6-2, 7-5                 | Tableau |
| 5 | 85           | Casablanca    | 2003  | Terre battue | 1/16 | Paul-Henri Mathieu | 39   | 6-2, 6-4                 | Tableau |
| 6 | 96           | Amersfoort    | 2003  | Terre battue | 1/16 | Gastón Gaudio      | 30   | 6-0, 7-65                | Tableau |
| 7 | 132          | Melbourne     | 2005  | Dur          | 1/32 | Sébastien Grosjean | 14   | 1-6, 4-6, 6-3, 6-4, 6-3  | Tableau |
| 8 | 95           | Monaco        | 2005  | Terre battue | 1/32 | Thomas Johansson   | 19   | 4-6, 6-4, 6-2            | Tableau |
| 9 | 154          | Monaco        | 2006  | Terre battue | 1/32 | Andy Murray        | 45   | 4-6, 7-65, 7-5           | Tableau |